# Kevin Maguire (Eishockeyspieler)
Kevin Maguire (* 5. Januar 1963 in Toronto, Ontario) ist ein ehemaliger kanadischer Eishockeyspieler und -schiedsrichter, der im Verlauf seiner aktiven Karriere zwischen 1982 und 1992 unter anderem 271 Spiele für die Toronto Maple Leafs, Buffalo Sabres und Philadelphia Flyers in der National Hockey League (NHL) auf der Position des rechten Flügelstürmers bestritten hat. Nach seinem Karriereende war Maguire insgesamt sechs Jahre als Schiedsrichter tätig und leitete zwischen 1999 und 2002 zahlreiche Spiele in der NHL.

## Karriere
Maguire verbrachte seine Juniorenzeit zwischen 1982 und 1984 in der unterklassigen Ontario Junior Hockey League (OJHL) bei den Orillia Travelways. In der höherklassigen Ontario Hockey League (OHL) absolvierte er in der Saison 1982/83 lediglich ein Spiel für die Oshawa Generals. Der Flügelstürmer blieb somit nach 78 Einsätzen in der OJHL im Sommer 1984 ungedraftet.
Dennoch erhielt Maguire, der nun als Free Agent galt, im Oktober 1984 ein Vertragsangebot der Toronto Maple Leafs aus der National Hockey League (NHL), nachdem er zuvor bereits Berufserfahrung in der Metallverarbeitung und als Dachdecker gesammelt hatte. Das NHL-Franchise aus Maguires Geburtsstadt setzte den Angreifer in den folgenden drei Jahren hauptsächlich in seinen Farmteams in der American Hockey League (AHL) ein. Dort lief er zunächst für die St. Catharines Saints, anschließend die Newmarket Saints, auf. Im Verlauf der Saison 1986/87 debütierte er schließlich für die Maple Leafs in der NHL. Bevor sich der Kanadier jedoch ernsthaft im Kader etablieren konnte, wurde er kurz vor der Spielzeit 1987/88 im NHL Waiver Draft von den Buffalo Sabres ausgewählt.
Bei den Sabres wurde Maguire für die folgenden drei Spieljahre heimisch. In seinem zweiten Jahr in Buffalo stellte er mit 18 Scorerpunkten eine Karrierebestmarke auf. Zudem sammelte er in der Rolle eines Defensivstürmers 241 Strafminuten. Zur Trade Deadline im März 1990 endete seine Zeit bei den Sabres jedoch, als er in einem Transfergeschäft gemeinsam mit einem Zweitrunden-Wahlrecht im NHL Entry Draft 1990 an die Philadelphia Flyers abgegeben wurde. Im Gegenzug wechselten Jay Wells und ein Viertrunden-Wahlrecht im NHL Entry Draft 1991 zu den Buffalo Sabres. Für die Flyers absolvierte Maguire bis zum Ende der Saison 1989/90 fünf Partien, wurde jedoch vor dem NHL Entry Draft 1990 im Juni desselben Jahres erneut Teil eines Transfers. Mit einem Achtrunden-Wahlrecht im NHL Entry Draft 1991 kehrte Maguire zu den Toronto Maple Leafs zurück, während die Flyers ein Drittrunden-Wahlrecht in der unmittelbar bevorstehenden Talentziehung erhielten.
Für die Maple Leafs bestritt der Angreifer eine weitere, komplette Saison in der NHL, ehe er im Verlauf der Spielzeit 1991/92 in die AHL geschickt wurde und das Spieljahr bei den St. John’s Maple Leafs beendete. Anschließend zog sich Maguire im Alter von 29 Jahren als Spieler aus dem Eishockeysport zurück und absolvierte in der Saison 1993/94 lediglich zwei Einsätze für den britischen Erstdivisionär Lee Valley Lions. Anschließend begann er als Schiedsrichter tätig zu werden. Zunächst sammelte er Erfahrungen in der American Hockey League und International Hockey League (IHL). Zur Millenniumsaison 1999/2000 gelang Maguire als Schiedsrichter die Rückkehr in die NHL und leitete dort über einen Zeitraum von drei Jahren zahlreiche Spiele.

## Karrierestatistik
(Legende zur Spielerstatistik: Sp oder GP = absolvierte Spiele; T oder G = erzielte Tore; V oder A = erzielte Assists; Pkt oder Pts = erzielte Scorerpunkte; SM oder PIM = erhaltene Strafminuten; +/− = Plus/Minus-Bilanz; PP = erzielte Überzahltore; SH = erzielte Unterzahltore; GW = erzielte Siegtore; 1 Play-downs/Relegation; Kursiv: Statistik nicht vollständig)